# Francesco Sponzilli
Francesco Sponzilli (Barletta, 26 dicembre 1796 – Napoli, 25 giugno 1864) è stato un militare, scienziato e architetto italiano.

## Biografia
Ex-allievo della Scuola Militare Nunziatella di Napoli, si è distinto in vari campi: scrittore militare e storico, scienziato e inventore, architetto e ingegnere.
Ha scritto un trattato storico-militare sulla Battaglia di Canne, Del vero sito della battaglia di Canne (1844), dove propone, con molti anni d'anticipo, la tesi, oggi confermata, che la battaglia si sia combattuta sulla sponda destra del fiume Ofanto.
Ha partecipato alla prima guerra di indipendenza. È stato generale del neo costituito Esercito Italiano.
Si ritiene sia stato il primo a intuire la possibilità di trasmissione di segnali attraverso l'etere, come dimostra un suo articolo pubblicato nel 1858 su Annali delle opere pubbliche e dell'architettura, in cui espone l'idea relativa alla possibilità pratica della telegrafia senza fili. Questa sua intuizione lo pone come uno dei precursori della radio.
Come architetto, vanno ricordate sue opere quali il Cimitero di Barletta (apprezzabile il prospetto della facciata e la piramide) inaugurato nel 1842 e l'Obelisco dell'orologio posizionato sulla facciata della chiesa di San Giacomo Maggiore, sempre a Barletta. Ha inoltre realizzato il progetto del Camposanto di Trani.

## Opere
- Sunto di alquante lezioni, o sia prospetto di un corso di strategia, Napoli, 1837, in-8.
- Cenno critico del Sunto analitico dell'Arte della Guerra del Tenente Colonnello P. Racchia, Napoli, 1837, in-8.Del Dizionario militare italiano: qual è e qual esser dovrebbe, Napoli, 1841, in-8.
- "Lettera intorno a un ignoto Ingegnere militare del secolo 16°" [P. Silva, piazze di Pescara e Civitella del Tronto], in Antologia Militare, VIII, 1843, vol. XVI, pp. 109–118.
- Sul vero sito della celebre battaglia di Canne, Napoli, 1844, in-8.Principi della parte sublime dell'arte della guerra: opera di S. A. I. e R. l'Arciduca Carlo di Austria, tradotta ecommentata con note illustrative del Capitano del Genio Napolitano Francesco Sponzilli, Napoli, 1844, in-4.
- Della lingua militare d'Italia origine e progresso non che de' miglioramenti e sussidii di cui pare suscettiva, RealeTipografia Militare, I vol., 1846: II vol., 1847 (pp. 606); Nobile, 1848-1850, vol. III.
- Prove storiche intorno al carattere militare dei napolitani moderni, Napoli, 1848, in-8.
- Incendio del carbon fossile nelle Grotte del Gigante, 1850,"Parole Funebri", in Ignazio Ferrari (cur.)
- Strenna militare in occasione de' solenni funerali eseguiti nella chiesa dello Spirto Santo in suffragio de' prodi soldati morti ne' diversi fatti del 1848-1849. Napoli, R. Tip. Militare, 1850.
- Analisi descrittiva del bacino da raddobbo di Napoli, 1852
- Sulla veracità delle Istorie antiche nella parte che riguarda la Scienza e Arte della guerra, Napoli, 1853, in-4.
- Disamina di otto Memorie recate come soluzione del Problema proposto dalla Reale Accad. di Belle Arti di Napoli per la ricerca di un novello Gran Porto sulle coste delle Due Sicilie, inAnnali delle opere pubbliche e dell'architettura, Napoli, IV, 1854, pp. 171–73, 797, 906.
- Su i porti di Napoli, inAnnali delle opere pubbliche e dell'architettura, Napoli, 1855, V, p. 174.I Porti di Napoli, Napoli, 1856, in-4, con tavola.
- Ricerche intorno i parafulmini e sulla convenienza di adottarli a guarentia dei magazzini da polvere, 1858, (pp. 56)
- Sulle polveriere idrifere di sicurezza, in Annali delle opere pubbliche e dell'architettura, Napoli, VIII, 1858-59, pp. 145–158.
- Sul preteso Porto Giulio Memorie quattro(geognostica, archeologica, idraulica e militare), Napoli, 1859, in-4, con tavole.

## Collegamenti esterni

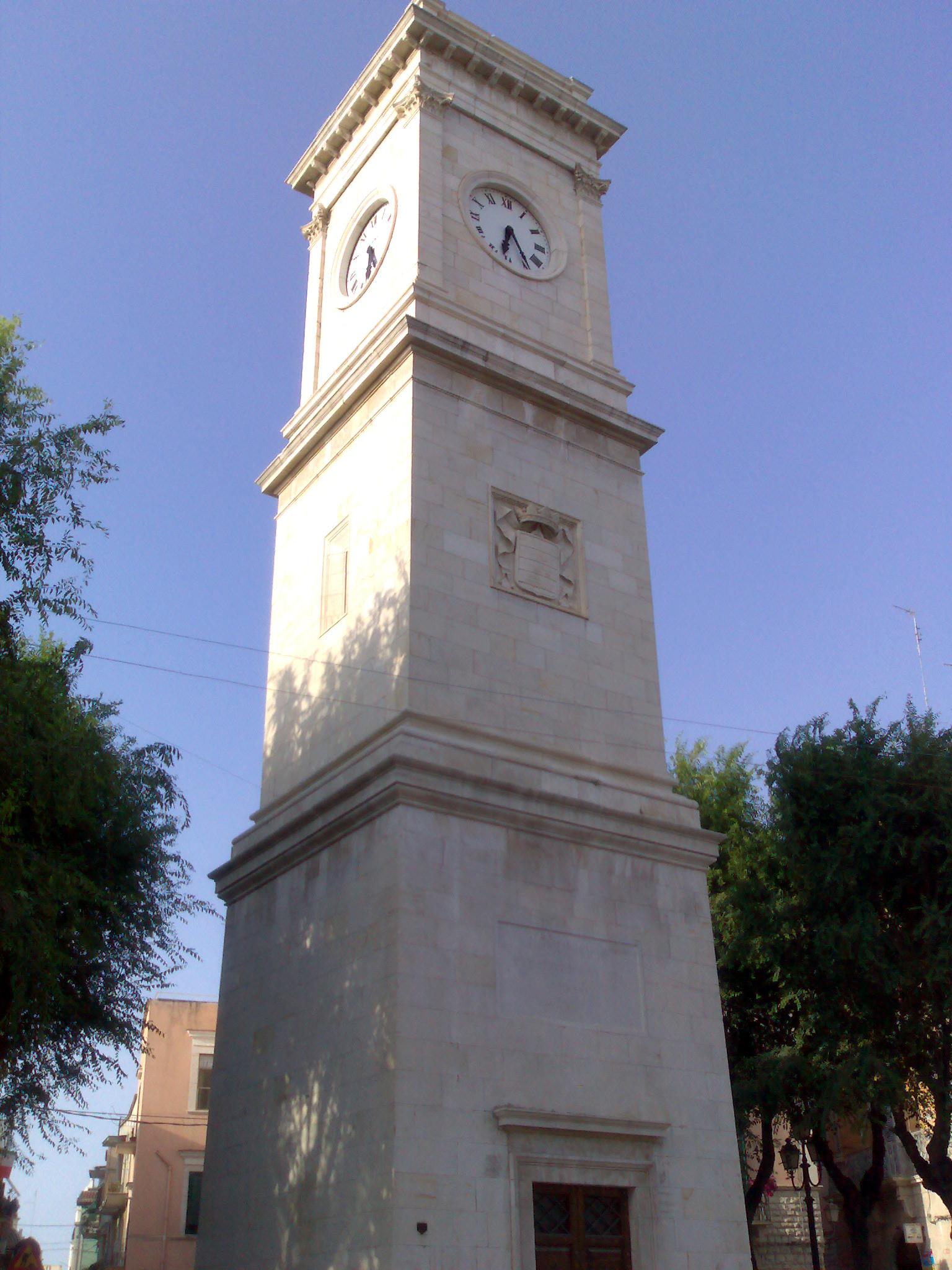
Obelisco dell'orologio posizionato sulla facciata della chiesa di San Giacomo Maggiore, progettato da Sponzilli